# Kanton Figeac-2
 Figeac-2  is een kanton van het Franse departement Lot. Het kanton maakt deel uit van het arrondissement Figeac. In 2021 telde het 10.450 inwoners.

Het kanton werd gevormd ingevolge het decreet van 13 februari 2014 , met uitwerking op 22 maart 2015, met Figeac als hoofdplaats.

## Gemeenten
Het kanton omvat volgende gemeenten :
- Bagnac-sur-Célé
- Capdenac
- Cuzac
- Felzins
- Figeac (hoofdplaats) (oostelijk deel)
- Lentillac-Saint-Blaise
- Linac
- Lunan
- Montredon
- Prendeignes
- Saint-Félix
- Saint-Jean-Mirabel
- Saint-Perdoux
- Viazac